# Wilson Barbosa Martins
Wilson Barbosa Martins, né le 21 juin 1917 et décédé le 13 août 2014, est un avocat et homme politique brésilien affilié au Mouvement démocratique brésilien. Il a été gouverneur du Mato Grosso do Sul pendant deux mandats, sénateur et député fédéral pendant deux mandats, ainsi que maire de la future capitale Campo Grande.

## Biographie
Fils d'Henrique Martins et d'Adélaïde Barbosa Martins, il est né à Fazenda São Pedro, une zone qui correspond aujourd'hui à la commune de Sidrolândia et qui était à l'époque une zone rurale de Campo Grande. À l'âge de 9 ans, Wilson déménage avec sa famille dans la ville d'Entre Rios, maintenant connue sous le nom de Rio Brilhante.
Ses premières études commencent avec son père, puis dans des écoles privées de la ville. En 1929, la famille retourne à Campo Grande pour que Wilson et son frère Ênio puissent poursuivre leurs études. À cette époque, le jeune homme signe son premier contact avec son futur beau-père Vespasiano Barbosa Martins.